# 砂時計 (1995年のテレビドラマ)
『砂時計』（すなどけい、原題：모래시계）は、1995年に韓国SBSで放送された全24回のテレビドラマである。1970年代から1990年代までの激動の韓国現代史を、3人の主人公を通して描いている。戒厳軍によって市民200人以上が死亡または行方不明になった1980年の光州事件を韓国のテレビドラマとして初めて扱った。ソン・ジナが脚本を書き、キム・ジョンハクが演出を担当した。
平均45%の視聴率を記録した。当時『砂時計』の放映時間になると人々がこれを見るために早く帰宅し、通りが閑散となるという現象が起き、そのため砂時計をもじって「帰宅時計」と呼ばれることがあった。
作品の中で光州事件の実際の映像が使用されている部分がある。これは金泳三政権下で初めて可能になった韓国初公開の映像である。
日本では、2006年の4月から9月にかけてBS朝日で放送された。

## ストーリー
テスとウソクは高校生のころからの親友。父の左翼活動という過去のために士官学校への進学がかなわなかったテスはヤクザになり、裏の道を歩んでいく一方でウソクは司法試験に備える大学生となっていた。
ヘリンはカジノを経営し政治家の資金調達をする父と暮らしている。ヘリンは子供の頃、父親の事業が原因で誘拐される。誘拐されたヘリンをペク・ジェヒが助け、ヘリンの父の援助で成長、ヘリンの用心棒として生きる道を選ぶ。そしてウソクとユン・ヘリンは大学で知り合う。

## 登場人物
- パク・テス（チェ・ミンス）
- ユン・ヘリン（コ・ヒョンジョン）
- カン・ウソク（パク・サンウォン）
- ペク・ジェヒ（イ・ジョンジェ）
- パク・ソンボム（イ・ヒド）
- 検事長（チョ・ギョンファン）
- オ係長（イム・ヒョンシク）